# Maria Baptist

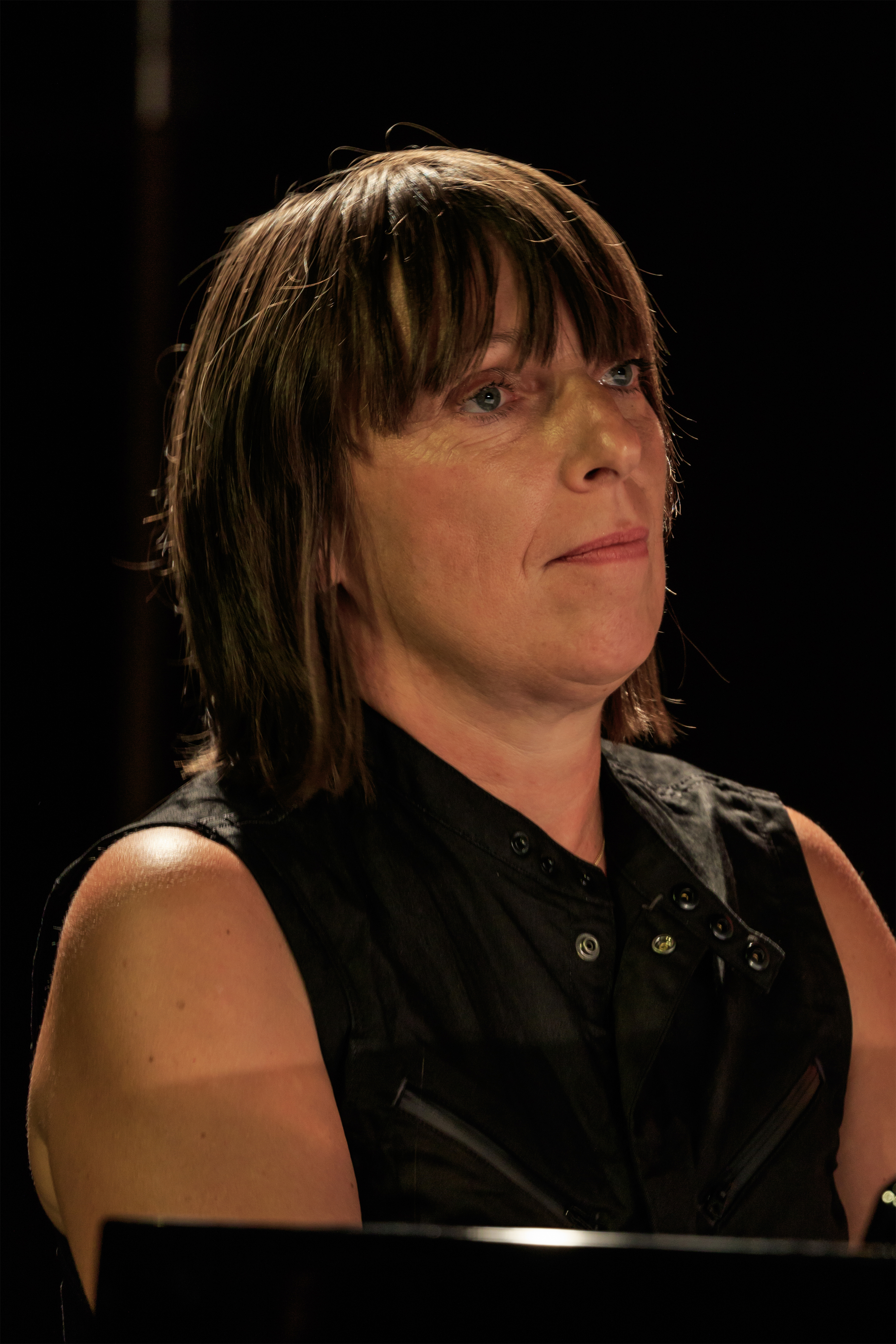
Maria Baptist (2017)

Maria Baptist (* 30. August 1971 in Ost-Berlin) ist eine deutsche Musikerin des Modern Jazz (Pianistin, Komponistin, Dirigentin) und Professorin.

## Leben und Wirken
Baptists Großvater war Orchestermusiker und Komponist, ihr Vater ist Pianist. Sie begann mit 6 Jahren das Klavierspiel und komponierte mit 11 Jahren. Mit 15 Jahren beeinflussten sie Dave Brubeck und Keith Jarrett. 1988 gründete sie ihr erstes Piano-Trio. Sie begann das Klavierstudium an der Hochschule für Musik „Hanns Eisler“ Berlin bei Wolfram Heicking und gewann erste internationale Klavier- und Improvisationswettbewerbe. Sie ergriff die Möglichkeit, für das Studium 1993 nach New York zu ziehen und bis 1995 an der New School zu studieren. Etwa 1996 führte sie ihr erstes Konzertprogramm für Big Band auf. Mit dem orchestralen Komponieren kam sie während ihres Studiums in New York mit Maria Schneider in Berührung, die sie maßgeblich förderte.
1996 kehrte Baptist zurück nach Berlin. Sie gewann eine Reihe Wettbewerbe, so den Leipziger Nachwuchsjazzpreis, den Big Band Kompositionswettbewerb beim Hessischen Rundfunk, den Förderpreis des Norddeutschen Rundfunks und den Thad Jones Komponistenwettbewerb für großes Orchester mit dem Danish Radio Jazz Orchestra in Kopenhagen. Musiker wie Ingrid Jensen, Rolf Kühn und Gitte Haenning als auch Ensembles wie die RIAS Big Band, die hr-Bigband und das Budapest Jazz Orchestra arbeiteten in dieser Zeit mit Baptist zusammen.
Nach ihrem Klavierstudium begann sie das Studium der klassischen Komposition. Sie wurde Dozentin an der Hochschule für Musik „Hanns Eisler“ Berlin, wo sie seit 2001 im Fachbereich HiZeiTo als Professorin in den Fächern Komposition, Arrangement, Improvisation und Tonsatz unterrichtet.
Das künstlerische Schaffen von Baptist ist äußerst vielseitig: “Irgendwo zwischen Jazz und Klassik, ist ihr Stil ganz von ihrer Persönlichkeit getragen.” (Südwest Presse) Sie spielt ausschließlich Eigenkompositionen und präsentiert ihre Musik in einem breiten Spektrum: von Solo Piano bis zu ihrem Orchester und allem dazwischen: Duo, Trio, Quartett. Was Maria Baptists Projekte verbindet, ist ihre einzigartige Stimme - „hochemotional, berührend und lebendig wie das Leben selbst“ (All About Jazz). Thematisch zieht sich ein roter Faden durch ihre Arbeit: ihre Beziehung zu Meditation und Achtsamkeit ist in vielen ihrer Stücke zu finden.
Im Jahr 2014 veröffentlichte Baptist ihr in New York aufgenommenes Piano-Solo-Album Self-Portrait. Die sich anschließende Tournee führte sie durch 25 Städte in 3 Ländern Europas. Die Einspielung „Self-Portrait“ wurde von der Kritik gelobt; „Ich habe mich schlicht verliebt in dieses Selbstporträt. In einen Strom von Liebe und Traurigkeit, Sehnsucht und Zerbrechlichkeit, der ihren Stücken entspringt“ (aboutjazz). Baptist begeistert mit ihrem „energetischen Spiel“ (Piano News), ihrer „hervorragenden Technik und ihrem reichen Klangspektrum“ (Kieler Nachrichten) das Publikum. Im Jahr 2018 veröffentlichte Maria Baptist ihr drittes Solo-Album Resonance, welches sie auf hochkarätige Festivals wie u. a. Nancy Jazz Pulsations, Jazz à Cours & à Jardins Festival geführt hat. 2024 entstand bei einem Solokonzert in der Elbphilharmonie ihr Album Hopes & Fears.
Außerdem arbeitet Baptist intensiv mit ihrem Jazztrio. Die „überaus eigenständige Pianosprache ihres Trios“ (AAZ), ist auf fünf von den Kritikern gelobten Einspielungen dokumentiert: Crazy Dreams (2000), Music for My Trio (2005), Spring in Berlin (2010), Gate 29 (2012) und Poems without Words (2017). Ihr Trio spielte auf international führenden Festivals wie u. a. JazzBaltica (2018).
Seit 2019 arbeitet Maria Baptist intensiv mit dem Saxophonisten Jan von Klewitz zusammen. Das gemeinsame Duo-Projekt feierte im selben Jahr internationale Konzertpremiere beim Hong Kong Jazzfestival. Im Jahr 2020 veröffentlichten beide ihr selbstproduziertes gemeinsames Album Facing Duality (2020). Die Zusammenarbeit wurde von der Kritik hochgelobt: „Facing Duality zeigt auf wunderbare Weise, wie gut ihre Chemie stimmt“ (All About Jazz).
Die Arbeit mit Jazzorchestern ist ein weiterer Schwerpunkt von Maria Baptists künstlerischem Schaffen: So leitete sie im Jahr 2011 das Bundesjugendjazzorchester mit ihrer Musik. Als Ergebnis veröffentlichte sie ihr erstes Big-Band-Album City Grooves, das von der Kritik gelobt und für den ECHO Jazz nominiert wurde. Höhepunkt der Zusammenarbeit war ein Konzert beim Jazzfest Berlin und eine Sendung des Konzertes beim Jazzfestival Viersen vom WDR Fernsehen. 2014 rief Baptist ihr Maria Baptist Orchestra ins Leben, das für All About Jazz „in einer Liga mit den Impulsgebern des modernen Big Band Jazz wie Schneider, Gruntz, McNeely oder Bley“ steht. Das Maria Baptist Orchestra wird seit 2018 vom Berliner Senat für Kultur und Europa gefördert und gilt als eine der führenden Big Bands in der Berliner Jazzszene. Seit der Gründung spielt das Maria Baptist Orchestra eine monatliche Konzertreihe in der Kunstfabrik Schlot. Ihr erstes Album „Here & Now“ (2016) wurde auf die Longlist vom Preis der deutschen Schallplattenkritik aufgenommen, das Nachfolgealbum „Here & Now 2“ (2019) wurde auch international sehr positiv wahrgenommen: „Here & Now 2 dürfte die Zuhörer in den USA aufhorchen lassen“ (Down Beat). Parallel kooperiert Baptist als Dirigentin und Komponistin mit renommierten Orchestern wie der Reykjavik Bigband, der Big Band der Deutschen Oper Berlin, der hr-Bigband, dem Sunday Night Orchestra, Budapest Jazz Orchestra oder der NDR Bigband.
Dem gegenüber stehen mehrere der Klassik verbundene Zusammenarbeiten, wie Baptists Einspielung von Schönbergs „Pierrot Lunaire“ mit Jazz Improvisationen im Geiste seines Schöpfers. Herauszustellen ist Baptists Album Episodes (2013) für Klavier und Streichquartett, mit dem Baptist „der Brückenschlag zwischen dem Vokabular des Jazz und dem der Kammermusik gelingt“ (rbb).
Maria Baptists künstlerisches Schaffen wurde von einer Reihe von Fernsehsendern porträtiert: So sendete TRT 2017 in der Reihe Rendezvous ein Porträt über Maria Baptist. In der Nachrichtensendung Der Tag der Deutschen Welle war Maria Baptist 2017 Studiogast. Auf 3sat wurde Maria Baptist 2018 in der Dokumentation Jazz oder: Die Lehre vom Fliegen porträtiert.
Baptist komponiert für unterschiedliche Besetzungen (Orchester, Bigband, Streichquartett, Jazztrio, Solopiano) und musikalische Genres (Jazz, Klassik, Pop).

## Diskografie
- 2000: Crazy Dreams (Maria Baptist Trio feat. Ingrid Jensen)
- 2005: Sometimes Alone (Piano Solo)
- 2006: Music for my Trio (Maria Baptist Trio)
- 2009: Sinal (Telmo Pires / Maria Baptist)
- 2010: Spring in Berlin (Maria Baptist Trio)
- 2011: City Grooves (Maria Baptist & Bundesjazzorchester)
- 2011: Music for Jazz Orchestra zusammen mit einem Live-Mitschnitt vom Jazzfest Berlin 2011[28]
- 2012: Gate 29 (Maria Baptist Trio)
- 2013: Episodes (Maria Baptist Piano & String Quartet)
- 2014: Self-Portrait (Piano Solo)
- 2016: Here & Now (Maria Baptist Orchestra)
- 2017: Poems without Words (Maria Baptist Trio plus One)
- 2018: Resonance (Piano Solo)
- 2019: Here & Now II (Maria Baptist Orchestra)
- 2020: Facing Duality (Maria Baptist & Jan von Klewitz)
- 2023: Essays on Jazz (Maria Baptist Quintet)
- 2024: Hopes & Fears (Piano Solo)[11]

## Publikationen
- 2003: Triologie einer Metamorphose für Jazztrio und Sinfonieorchester, Berlin: Ries & Erler 2003
- 2003: Impressionen einer Reise für Klavier und Streichorchester, Berlin: Ries & Erler 2003
- 2019: Studienpartitur Here & Now 2 – Maria Baptist Orchestra
- 2020: Sheet Music Vol 1 - Music for Jazz Piano